# Zentrum für Regionalgeschichte
Das Zentrum für Regionalgeschichte (ZefüR) ist eine geschichtswissenschaftliche und zeitgeschichtliche Forschungsstätte. Es wurde von 2013 bis 2023 von der Freien Universität Bozen getragen und ab 2024 den Südtiroler Landesmuseen angegliedert. Von 2013 bis 2025 stand es unter der Leitung des Historikers Oswald Überegger. Das Zentrum hat frühneuzeitliche, zeithistorische, geschlechtergeschichtliche und regionalhistorische Forschungsschwerpunkte. Die Forschungsfelder werden neben dem Vorstand von drei weiteren Fachwissenschaftlern sowie fallweise von externen Projektmitarbeiten bearbeitet.
Die Gründung des Instituts wurde maßgeblich von der interdisziplinär agierenden Arbeitsgruppe Geschichte und Region/Storia e regione in Bozen unterstützt. Kooperationen bestehen mit dem Südtiroler Landesarchiv und der Universität Innsbruck.